# Markus Goller

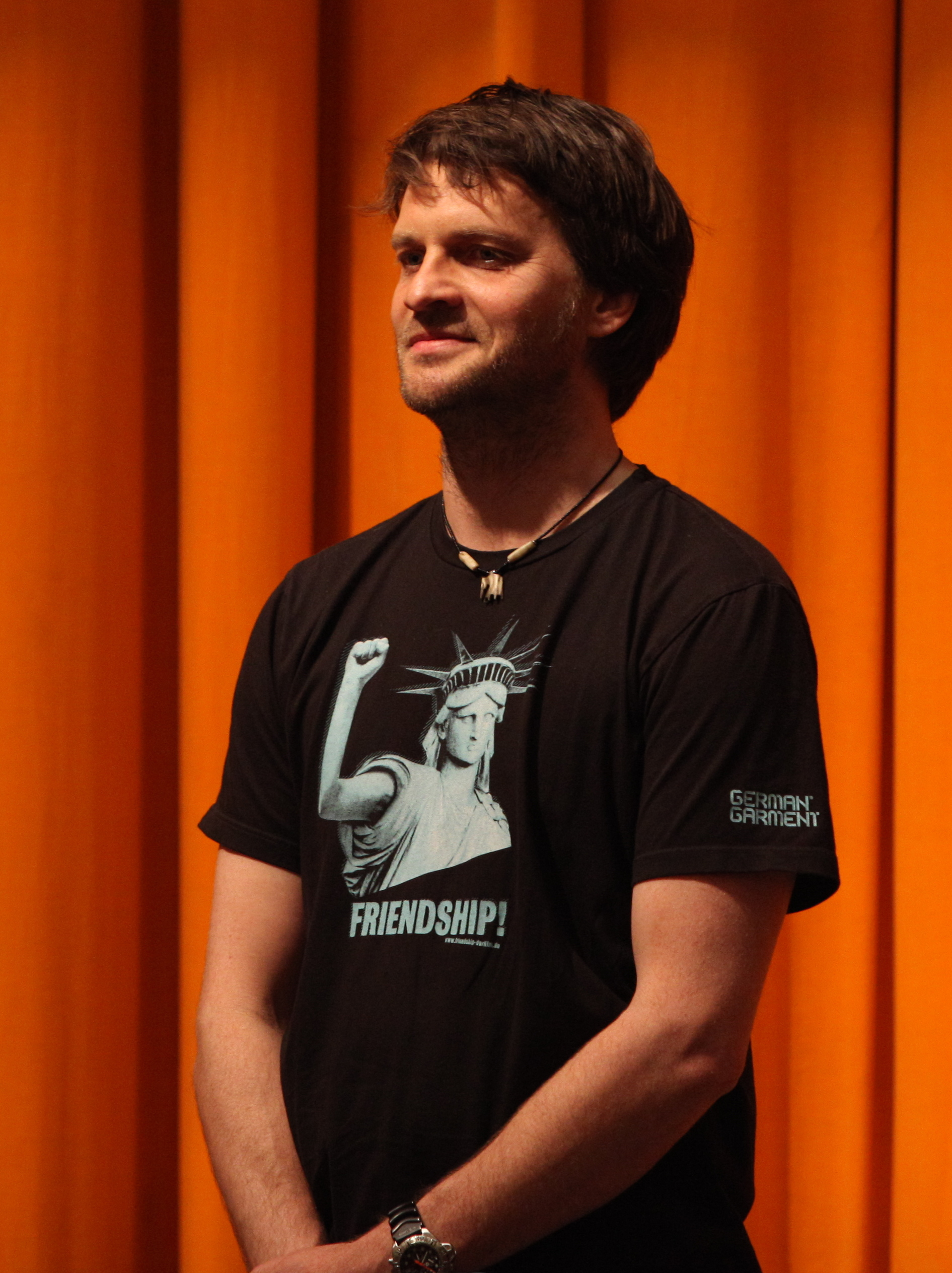
Markus Goller (2010)

Markus Goller (* 29. Juni 1969 in München) ist ein deutscher Filmregisseur und Filmeditor.

## Leben
Goller begann seine Karriere als Schnittassistent bei der Münchener Filmproduktion Filmhaus. Nach zwei Jahren machte er sich 1992 selbständig und arbeitete als freiberuflicher Editor für Spielfilme, Musikvideos und in der Werbung, darunter deutsche als auch amerikanische Spielfilmproduktionen.
2002 übernahm Goller erstmals die Regie bei dem Film Mask Under Mask, der jedoch kaum kommerziellen Erfolg verbuchen konnte. 2010 gelang ihm mit seiner zweiten Regiearbeit Friendship! mit Matthias Schweighöfer jedoch ein Überraschungshit, der in Deutschland rund 1,6 Millionen Besucher in die Kinosäle lockte. Auch Eine ganz heiße Nummer (2011) hatte über eine Million Zuschauer. Frau Ella, abermals mit Schweighöfer und Ruth Maria Kubitschek, wurde 2013 Nummer 1 in Deutschland. Beim Kinofilm 25 km/h (2018) war Goller als Regisseur und erstmals auch als Produzent tätig.
Goller ist mit der Regisseurin Katja von Garnier verheiratet.

## Filmografie

### Nur Schnitt
- 1998: Three Below Zero – Regie: Simon Aeby
- 1998: Die Schläfer (TV-Spielfilm) – Regie: Roman Kuhn
- 2000: Fandango – Regie: Matthias Glasner

### Regie
- 2003: Planet B: Mask Under Mask (auch Schnitt)
- 2010: Friendship!
- 2011: Eine ganz heiße Nummer (auch Schnitt)
- 2013: Frau Ella (auch Schnitt)
- 2014: Alles ist Liebe (auch Schnitt)
- 2017: Simpel
- 2018: 25 km/h (auch Produktion)
- 2023: One for the Road
- 2024: Die Ironie des Lebens (auch Schnitt)